# Ochranné pracovní oděvy
Používání ochranných pracovních oděvů na pracovišti definují zejména §104 zákona č.262/2006 Sb., §132 zákona č. 65/1965 Sb. a nařízení vlády č. 495/2001 Sb., které stanovuje rozsah a bližší podmínky ochranných pracovních prostředků, mycích, čisticích a dezinfekčních prostředků dle na základě §132a odst. 6 zákona č. 65/1965 Sb.

## Legislativa

### Zákoník práce
Jednotlivé odstavce §104 zákona č. 262/2006 Sb. definuje užívání ochranných oděvů takto:
(1) Není-li možné rizika odstranit nebo dostatečně omezit prostředky kolektivní ochrany nebo opatřeními v oblasti organizace práce, je zaměstnavatel povinen poskytnout zaměstnancům osobní ochranné pracovní prostředky. Osobní ochranné pracovní prostředky jsou ochranné prostředky, které musí chránit zaměstnance před riziky, nesmí ohrožovat jejich zdraví, nesmí bránit při výkonu práce a musí splňovat požadavky stanovené zvláštním právním předpisem 34).
(2) V prostředí, v němž oděv nebo obuv podléhá při práci mimořádnému opotřebení nebo znečištění nebo plní ochrannou funkci, přísluší zaměstnanci od zaměstnavatele jako osobní ochranné pracovní prostředky též pracovní oděv nebo obuv.
(3) Zaměstnavatel je povinen poskytovat zaměstnancům mycí, čisticí a dezinfekční prostředky na základě rozsahu znečištění kůže a oděvu; na pracovištích s nevyhovujícími mikroklimatickými podmínkami, v rozsahu a za podmínek stanovených prováděcím právním předpisem, též ochranné nápoje.
(4) Zaměstnavatel je povinen udržovat osobní ochranné pracovní prostředky v použivatelném stavu a kontrolovat jejich používání.
(5) Osobní ochranné pracovní prostředky, mycí, čisticí a dezinfekční prostředky a ochranné nápoje přísluší zaměstnanci od zaměstnavatele bezplatně podle vlastního seznamu zpracovaného na základě vyhodnocení rizik a konkrétních podmínek práce. Poskytování osobních ochranných pracovních prostředků nesmí zaměstnavatel nahrazovat finančním plněním.
(6) Vláda stanoví nařízením bližší podmínky poskytování osobních ochranných pracovních prostředků, mycích, čisticích a dezinfekčních prostředků a ochranných nápojů.

Jednotlivé odstavce §132 zákona č. 65/1965 Sb definují prevenci rizik prostřednictvím poskytnutí ochranných oděvů a pomůcek takto:
(1) Zaměstnavatel je povinen zajistit bezpečnost a ochranu zdraví zaměstnanců při práci s ohledem na rizika možného ohrožení jejich života a zdraví, která se týkají výkonu práce (dále jen "rizika").
(2) Povinnost zaměstnavatele zajišťovat bezpečnost a ochranu zdraví při práci se vztahuje na všechny osoby, které se s jeho vědomím zdržují na jeho pracovištích.
(3) Za plnění úkolů zaměstnavatele v péči o bezpečnost a ochranu zdraví při práci odpovídají vedoucí zaměstnanci zaměstnavatele na všech stupních řízení v rozsahu svých funkcí. Tyto úkoly jsou rovnocennou a neoddělitelnou součástí jejich pracovních povinností.
(4) Plní-li na jednom pracovišti úkoly zaměstnanci dvou a více zaměstnavatelů, jsou zaměstnavatelé povinni vzájemně se písemně informovat o rizicích a vzájemně spolupracovat při zajišťování bezpečnosti a ochrany zdraví při práci. Každý ze zaměstnavatelů je přitom povinen
-zajistit, aby jeho činnosti a práce jeho zaměstnanců byly organizovány a prováděny tak, aby současně byli chráněni také zaměstnanci dalšího zaměstnavatele, a
-spolupracovat při zajištění bezpečného, nezávadného a zdraví neohrožujícího pracovního prostředí pro všechny zaměstnance na pracovišti.
(5) Náklady spojené se zajišťováním bezpečnosti a ochrany zdraví při práci hradí zaměstnavatel.
Odstavec 6 §132a zákona č. 65/1965 Sb. definuje povinnosti zaměstnavatele zajistit ochranné oděvy a pomůcky pro případ mimořádných událostí takto:
(6) Zaměstnavatel přijímá opatření pro případ zdolávání mimořádných událostí, jako jsou havárie, požáry a povodně, jiné vážné nebezpečí a evakuace zaměstnanců; při poskytování první pomoci spolupracuje se zařízením poskytujícím závodní preventivní péči. Rozsah opatření podle věty první stanoví vláda nařízením. Zaměstnavatel je povinen zajistit podle druhu činnosti a velikosti pracoviště potřebný počet zaměstnanců, kteří organizují poskytnutí první pomoci, zajišťují přivolání zejména lékařské pomoci, hasičů a policie a organizují evakuaci zaměstnanců. Zaměstnavatel zajistí ve spolupráci se zařízením poskytujícím závodní preventivní péči jejich vyškolení a vybavení v rozsahu odpovídajícím rizikům vyskytujícím se na pracovišti.

### Nařízení vlády č 495/2001 Sb.
Tato norma je aplikována v souladu s právem Evropského společenství (resp. směrnicí rady 89/656/EHS). Norma nabyla účinnosti dne 1. 1. 2002.
Tato norma upravuje zejména rozsah minimálních požadavků na bezpečnost a ochranu zdraví pro používání osobních ochranných prostředků zaměstnanci při práci.
Jednotlivými částmi ochranného pracovního oděvu je dle Přílohy 2 tohoto nařízení v případě jednotlivých částí těla:
Pro ochranu hlavy
- ochranné přilby (používané např. v dolech, ve stavebnictví, lesnictví, zemědělství a průmyslu),
- ochrany proti skalpování (čepice, barety, síťky na vlasy – se štítkem nebo bez štítku, apod.),
- ochranné pokrývky hlavy (barety, čepice, nepromokavé klobouky apod., vyrobené z textilie, impregnované textilie aj.).

Pro ochranu sluchu
- zátkové chrániče sluchu a podobné prostředky,
- mušlové chrániče sluchu,
- akustické přilby (tzv. protihlukové přilby),
- mušlové chrániče sluchu, které lze připojit k ochranným přilbám,
- chrániče sluchu s přijímačem a nízkofrekvenční indukční smyčkou,
- ochrana sluchu s interkomem

Pro ochranu očí a obličeje
- ochranné brýle,
- ochranné brýle proti záření rentgenovému, laserovému, ultrafialovému, infračervenému, viditelnému (proti oslnění),
- ochranné obličejové štíty,
- svářečské kukly a štíty (štíty s držadlem, kukly s upínacím náhlavním páskem nebo kukly, které lze připevnit na ochranné přilby).

Pro ochranu dýchacích orgánů
- masky a polomasky s filtry proti částicím, parám, plynům a proti radioaktivnímu prachu s vhodnou lícnicovou částí,
- izolační dýchací přístroje s přívodem vzduchu,
- prostředky na ochranu dýchacích orgánů včetně snímatelné svářečské kukly,
- potápěčské dýchací přístroje a vybavení.

Pro ochranu rukou a paží
- rukavice na ochranu před:
  - mechanickým poškozením (proti bodnutí, proříznutí, vibracím apod.),
  - chemickými látkami a biologickými činiteli,
  - elektřinou, žárem a nízkými teplotami,
  - ionizujícím zářením,
- palcové rukavice,
- ochranné prsty,
- ochranné rukávy,
- ochranné nátepníky pro těžkou práci,
- dlaňovice,
- ochranné rukavice pro práce ve vlhkém, mokrém nebo znečišťujícím prostředí.

Pro ochranu nohou
- obuv polobotková, kotníčková, poloholeňová, holeňová a vysoká, zejména do vlhkého prostředí,
- obuv s ochrannou a bezpečnostní tužinkou,
- obuv, kterou lze rychle vyzout,
- obuv a přezůvková obuv s podešví odolnou proti žáru,
- obuv, vysoká obuv, přezůvková obuv s protiskluznou podešví,
- obuv, vysoká obuv, přezůvková obuv odolná proti vibracím,
- obuv, vysoká obuv, přezůvková obuv antistatická,
- obuv, vysoká obuv, přezůvková obuv tepelně izolační,
- ochranná obuv pro obsluhu přenosných řetězových pil,
- dřeváky,
- ochrana proti pořezání,
- chrániče kolen,
- snímatelné chrániče nártu,
- kamaše,
- vyměnitelné podešve (odolné proti žáru, propíchnutí nebo potu),
- snímatelné hroty pro chůzi na ledu a sněhu nebo na kluzkých podlahovinách.

Pro ochranu trupu a břicha
- ochranné vesty, kabáty a zástěry pro ochranu před strojním zařízením a před ručním nářadím (bodnutí, pořezání, rozstříknutí roztaveného kovu apod.),
- ochranné vesty, kabáty a zástěry na ochranu před chemickými a biologickými látkami,
- vyhřívané vesty,
- záchranné plovací vesty,
- zástěry na ochranu před rentgenovým zářením,
- bederní pásy, protektory.

Pro ochranu celého těla
Prostředky pro prevenci pádů:
- úplná výstroj pro prevenci pádů včetně veškerých doplňků,
- brzdné zařízení pohlcující kinetickou energii včetně veškerých nezbytných doplňků,
- prostředky pro polohování těla.

Ochranné oděvy:
- ochranné pracovní oděvy (dvojdílné, kombinézy),
- oděvy poskytující ochranu před strojním zařízením a ručním nářadím (proti bodnuti, pořezání apod.),
- oděvy na ochranu před chemickými látkami a biologickými činiteli,
- oděvy chránící před rozstřikem roztaveného kovu nebo před infračerveným zářením,
- oděvy odolné proti žáru a ohni,
- oděvy proti chladu a vodě (nepromokavé),
- oděvy na ochranu před ionizujícím zářením,
- oděvy prachotěsné,
- oděvy plynotěsné,
- oděvy a doplňky s vysokou viditelností z retroreflexních a fluorescenčních materiálů (pásky na rukávy, rukavice apod.),
- potápěčské oděvy,
- ochranné přikrývky.

K vyhodnocení rizik a povinnosti poskytnout zaměstnanci jednotlivé části pracovního oděvu slouží Příloha 1 nařízení 495/2001 Sb.
Vhodnost jednotlivých částí ochranného pracovního oděvu a jejich schopnost prevence proti vzniku úrazu definují České státní normy, přičemž u ochranných pracovních oděvů se jedná o normy a rizika.
Norma	Popis
- EN340	Ochranné oděvy
- EN381	Ochranné oděvy pro uživatele ručních řetězových pil
- EN412	Ochranní zástěry při používání ručních nožů
- EN533	Ochranné oděvy – ochrana proti teplu a ohni
- EN368	Ochranné oděvy – ochrana proti kapalným chemikáliím
- EN369	Ochranné oděvy – ochrana proti kapalným chemikáliím
- EN471	Výstražné oděvy s vysokou viditelností
- EN1073-1	Ochranné oděvy proti radioaktivní kontaminaci
- EN1149	Ochranné oděvy – elektrostatické vlastnosti
- EN342	Ochranné oděvy – ochrana proti chladu
- EN468	Ochranné oděvy – ochrana proti kapalným chemikáliím
- EN463	Ochranné oděvy – ochrana proti kapalným chemikáliím